# Wahlen 1954
◄◄ | ◄ | 1950 | 1951 | 1952 | 1953 | Wahlen 1954 | 1955 | 1956 | 1957 | 1958 | ► | ►►

Weitere Ereignisse
Folgende Wahlen fanden im Jahr 1954 statt:

## Afrika
- Parlamentswahlen in Britisch-Gambia 1954
- Am 15. Juni die Wahlen zur Gesetzgebenden Versammlung der Goldküste 1954 (Ghana)

## Amerika
- Wahl zum Repräsentantenhaus der Vereinigten Staaten 1954 am 2. November
- Wahl zum Senat der Vereinigten Staaten 1954 am 2. November

## Asien
- Parlamentswahl im Iran
- Präsidentschaftswahl in Taiwan: Chiang Kai-shek wiedergewählt
- Parlamentswahl in Syrien
- Parlamentswahl in der Türkei

## Europa

### DDR
- Am 17. Oktober die Volkskammerwahl 1954

### Bundesrepublik Deutschland
- Am 27. Juni die Landtagswahl in Nordrhein-Westfalen 1954
- Am 17. Juli die Wahl des deutschen Bundespräsidenten 1954
- Am 11. September die Landtagswahl in Schleswig-Holstein 1954
- Am 28. November die Landtagswahl in Bayern 1954 und die Landtagswahl in Hessen 1954
- Am 5. Dezember die Wahl zum Abgeordnetenhaus von Berlin 1954, 2. Wahlperiode (1954)

### Österreich
- Am 17. Oktober die Landtags- und Gemeinderatswahl in Wien 1954
- Am 17. Oktober die Landtagswahl in Niederösterreich 1954, die Landtagswahl in Salzburg 1954 und die Landtagswahl in Vorarlberg 1954

### Weitere Länder
- Parlamentswahl in Finnland 1954
- November 1954: Parlamentswahlen 1954 in der Tschechoslowakei (=> Regierung Viliam Široký II)
- 30. Mai 1954: Kammerwahl 1954 in Luxemburg
- 16. Dezember: Bundesratswahl 1954